# Nove ospiti per un delitto
Nove ospiti per un delitto è un film del 1977, diretto da Ferdinando Baldi.

## Trama
Quattro uomini, sulle rive del mare di una piccola isola, uccidono Charlie, un abitante del luogo. L'uomo viene seppellito ancora vivo sotto la sabbia.
Venti anni dopo, il ricco Uberto, proprietario di una lussuosa villa sull'isola dove avvenne il delitto di Charlie, organizza una escursione turistica sul luogo. Con lui sono anche i suoi tre figli: Lorenzo, Michele e Patrizia. I figli sono accompagnati dai rispettivi coniugi: Greta, Carla e Walter.
Con loro è anche Elisabetta, sorella di Uberto e antica amante del defunto Charlie, nonché Giulia, la nuova giovane consorte di Uberto. Giunti alla villa, un misterioso assassino uccide i marinai della barca che aveva trasportato i nove sull'isola.
Il gruppo, pertanto, resta intrappolato sull'isola. Nel frattempo l'assassino torna a colpire uccidendo, a uno a uno, i vari ospiti della villa. Al termine rimangono in vita solo Elisabetta e Lorenzo, il primogenito di Ubaldo, ma nessuno dei due è l'assassino.
L'assassino, infatti, aveva inscenato la sua morte subito dopo l'approdo sull'isola: si tratta della figlia di Charlie che intende vendicare il padre ucciso anni addietro da Uberto, Lorenzo, Michele e Walter. Con sorpresa si scoprirà che il figlio di Charlie è Carla, la moglie di Michele. L'assassina ha potuto contare sulla complicità di sua madre, Elisabetta.

## Distribuzione
Il film è stato distribuito anche con i titoli alternativi Nove ospiti per un delitto (La morte viene dal passato) e Un urlo nella notte.